# Ribstone
Ribstone est un hameau (hamlet) de Wainwright No 61, situé dans la province canadienne d'Alberta.